# Ulla Mayer
Ulla Mayer (* 1948 in Forchheim) ist eine deutsche Silberschmiedin und Hochschullehrerin.

## Leben und Werk
Sie studierte von 1970 bis 1975 an der Akademie der Bildenden Künste Nürnberg. 1992 wurde sie an die Akademie der Bildenden Künste Nürnberg für den Lehrstuhl für Gold- und Silberschmieden berufen und war von 2001 bis 2005 Präsidentin der Akademie. Sie war die erste Präsidentin der Akademie der Bildenden Künste Nürnberg.